# 福知山市立日新中学校
福知山市立日新中学校（ふくちやましりつ にっしんちゅうがっこう）は、京都府福知山市前田にある公立中学校。

## 概要
福知山市東部の長田野台地の北端の高台に位置し、長田野工業団地に隣接している。福知山市立中学校の中では最も歴史が浅い。校区は、市立雀部小学校、遷喬小学校、成仁小学校、佐賀小学校である。2022年度現在、生徒数は約547名であり、生徒会に力を注いでいる

## 沿革
- 1978年（昭和53年） - 開校式、入学式挙行[1]
- 2014年（平成26年） - 文部科学省 小中学校事業「SSS スーパー食育スクール」指定校[2]

## 著名な出身者
- 千原せいじ - お笑い芸人（千原兄弟）
- 千代栄栄太 - 大相撲力士

## 校区が隣接している学校
- 福知山市立六人部中学校
- 福知山市立桃映中学校
- 福知山市立大江中学校
- 綾部市立豊里中学校
- 綾部市立綾部中学校